# エマニュエル・マクロン
エマニュエル・ジャン＝ミシェル・フレデリック・マクロン（フランス語: Emmanuel Jean-Michel Frédéric Macron、1977年12月21日 - ）は、フランスの政治家。同国第25代大統領（在任：2017年5月14日 - ）、アンドラ共同公。大統領府副事務総長、経済・産業・デジタル大臣を歴任した。

## 略歴
ガリア戦記のアンビアーニー族を由来とする地名のソンム県・アミアン生まれ。首都パリのナンテール大学（パリ第10大学）で哲学を学び、パリ政治学院で公共問題を修了、2004年に国立行政学院（ENA）を卒業した。財務監査官の上級公務員として働いた後、ロスチャイルド家の金融持株会社ロスチャイルド&カンパニー傘下の銀行であるロスチャイルド銀行の投資顧問業務に就いた。
2012年5月、フランソワ・オランド大統領（当時）により大統領府副事務総長（Secrétaire Général Adjoint）に任命された。2014年8月、ビジネスライクな改革を推進した第2次マニュエル・ヴァルス内閣において経済・産業・デジタル大臣に任じられ、2016年8月には翌年の大統領選挙に立候補するため、大臣職を辞任した。2006年から2009年にかけて社会党に属した後、マクロンは中道の政治団体「En Marche!（アン・マルシュ！）」を結成する。
2017年5月7日、決選投票で66.1パーセントの投票を獲得し、国民連合のマリーヌ・ル・ペンに勝利した。マクロンは39歳という史上最も若いフランス大統領となり、首相にエドゥアール・フィリップを任命した。 
2017年6月の総選挙でマクロンの党は、「共和国前進！、LREM」へと改称すると、同盟を組む「民主運動、MoDem」と共に国会で議席の過半数を確保した。
反エスタブリッシュメント・反マクロン政権を標榜し、非常に長い期間にわたって続いてきた黄色いベスト運動の緩和処置の一環として、2019年4月に自身の母校でもあるエリート養成校フランス国立行政学院の閉校を宣言した。

## 経歴

### 生い立ち
神経学者である父ジャン・ミシェル・マクロンと、医師である母ノゲス・フランソワーズ・マクロンとの間に生まれた。父と母は2010年に離婚している。夫婦の最初の子供は死産した。エマニュエルは3人兄弟の長男で、弟に1979年生まれのロラン、妹に1982年生まれのエステルがある。無宗教な家庭で育ったマクロンは12歳の時に自らローマ・カトリックの洗礼を受けた。現在は不可知論者とされる。
マクロン家の先祖は、フランス北部オー＝ド＝フランスのオーティ村に遡る。マクロンの父方の祖母はイギリス人で、イングランドのブリストルで生まれた。母方の祖父母はピレネー山脈の麓の町バニェール＝ド＝ビゴールから来ている。マクロンは自分のことを「子猫ちゃん＝Manette」と呼ぶ祖母に読書の楽しさと左派的な政治傾向を教わった。バニェール＝ド＝ビゴールの祖母を訪れている。その祖母は駅長の父と母に慎ましく育てられ、教師となり中学校校長を務め、2013年に亡くなった。
地元のイエズス会系私立校リセ・ラ・プロヴィダンス（Lycée la Providence à Amiens）在学中の1994年にコンクール・ジェネラル（フランス語）を受賞する。アミアン音楽学校ではピアノの学位を取得した。その後、現在の妻であるブリジット・オジエールとの関係からリセ最後の1年をパリ5区の公立校アンリ4世校（リセ・アンリ＝キャトル、Lycée Henri-Ⅳ）で学ぶ。理系バカロレアに合格後、そのまま同校グランゼコール準備級（CPGE）に進学。哲学を志してパリ高等師範学校を志望するも筆記試験に2度失敗する。
1998年、パリ政治学院（シアンスポ）に入学した。専攻を国際部門から公務部門に切り替え、2001年に卒業。同時にパリ第10大学（パリ＝ナンテール大学）に入学し、ヘーゲルとマキャベリの政治哲学に関する論文で修士号とDEA（学位）を取得した（グランゼコールと大学の並行履修はよくある）。この時期には、1999年から2000年にかけて歴史学教授フランソワ・ドッスの紹介で哲学の名誉教授ポール・リクールの著作執筆の編集助手を務め、リクールは大著『記憶、歴史、忘却』（2000年）の序言にマクロンへの謝辞を記した。その後、フランスにおける官僚養成のエリートコースに従い、国立行政学院（ENA、エナ）に進んで修了した。

### 財政監査官

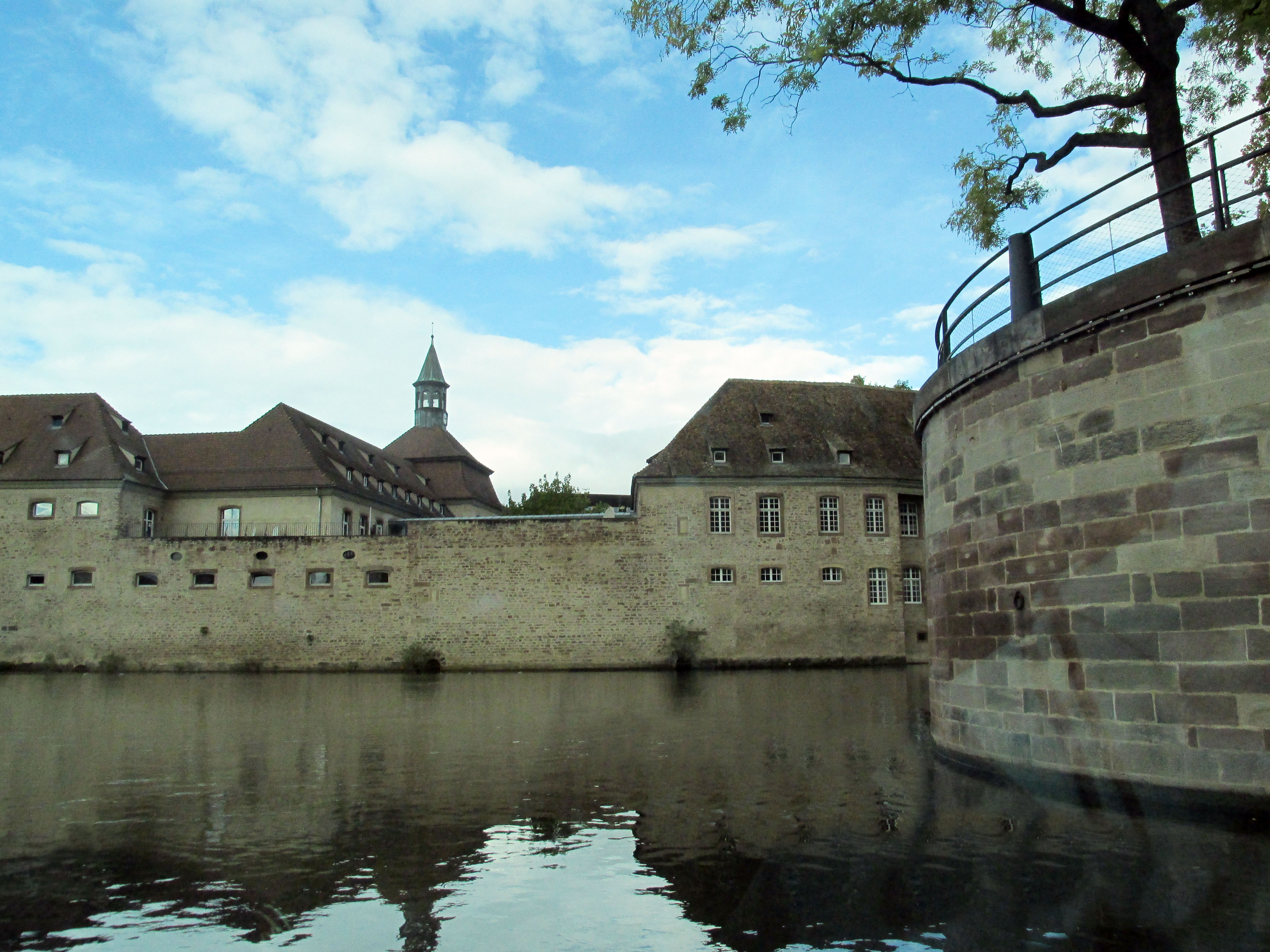
仏国立行政学院

2004年に国立行政学院（ENA）を卒業したマクロンは、経済・財務省の中心機関であるアンスペクション・ジェネラル・デ・フィナンス（IGF）の財務監査官（財政監査官）に就任する。マクロンは同機関の当時のトップを務めたジャン＝ピエール・ジュイエから指導を受けた。 また在任中にエリート校で私立CPGEであるIPESUPの「prep'ENA」（ENA入学試験のための特別塾）で夏季レクチャーを行った。
2007年8月、ジャック・アタリの「フランス成長解放委員会」の報道官に任命された。2008年12月に5万ユーロを支払って政府との契約を解くと投資銀行家に転じ、ロスチャイルド＆Cie銀行に高額給与を約束される。2010年3月にアタリ委員会の一員に任命された。

### 投資銀行家
2008年9月、マクロンは監査官を辞めロスチャイルド＆Cie銀行（英語）に勤めた。ニコラ・サルコジが大統領に選出されたために政府関係の職から離れたといわれる。同行での最初の仕事はCréditMutuel Nord Europe（北欧信用保証協会）の消費者金融会社コフィディス買収支援だった。
マクロンは『ル・モンド』紙の監督委員を務める実業家アラン・マンク（英語版）と関係を結んだ。2010年、マクロンは同紙の資本増強とアトス社によるシーメンスITソリューション＆サービスの買収に関わった後、ロスチャイルド＆Cie銀行と提携するようマンクに促した。同年、マクロンはマネージングディレクターに任命され、ネスレを支援しファイザーから乳幼児飲料系の最大子会社を買収した。この取引は総額90億ユーロにのぼり、分担金を得たマクロンは億万長者となった。
マクロンは2010年12月から2012年5月の間に200万ユーロを稼いだと述べた。公式文書によれば2009年から2013年の間にマクロンの収入はおよそ300万ユーロにのぼるとされる。

### オランド政権

#### 経済相
2012年5月から大統領府副事務総長としてフランス大統領オランドの側近を務めるようになる。
2014年8月、ドイツ主導の緊縮財政政策を批判して更迭されたアルノー・モントブールの後を引き継ぎ、第2次マニュエル・ヴァルス内閣の経済・産業・デジタル大臣に就任した。1962年1月就任のヴァレリー・ジスカール・デスタン以来、最年少の大臣登用であった。前職のモントブールがユーロ懐疑派で左翼であったのに対し、マクロンは親EU（欧州連合）であり、メディアはマクロンを「アンチ・モントブール」と称し、大臣職として実業家の目線から改革推進の最前線に立った。 
マクロンはフランスを代表する自動車メーカーであるルノーの自社持ち株比率を15パーセントから20パーセントに引き上げたのちにフロランジュ法（the Florange law ）を施行、2年以上の長期株主に対して二重議決権を付与し3分の2の株主が反対表明をしない限り、覆せないと決めた。これはフランス国家の少数株を意味するが、のちにマクロンは政府の権限をルノー社内で制限すると述べている。
大臣時代にはまた、イゼール県にあるエコポラ工場の閉鎖を防ぐことができないと広く批判された。
2015年8月、もはや社会主義党員ではなく、自分は独立していると語った。

#### マクロン法
2014年12月、オランド政権が目指す主要な経済改革政策を盛り込んだ「経済の成長と活性のための法律案」（通称「マクロン法」）を国会に提出する。100条を超えるこの法案では、商店の日曜日営業の規制を年間5回から同12回に緩和することや、長距離バス路線の自由化など多種多様な規制緩和策が提案されたが、多くの反対意見を呼び、与党である社会党からも反発の声が上がった。
2015年2月17日、法案の成立を急いだマニュエル・ヴァルス首相は、年に1度しか行使できない憲法49条3項（英語）の特別処置に訴え、国民議会の票決を経ることなく法案を採択させた。同年8月7日に憲法評議会での審議を終えて法案は発効した。

#### 政治運動
2016年4月、「左派右派のあらゆる良き意思を結集」して「左派でも右派でもない政治」を目指すと宣言し、中立の政治団体「アン・マルシュ! （日本語：前進！、フランス語: En Marche !）」を結成した。2017年6月、党は「共和国前進!」（LREM）へと改称した。
大統領選挙への出馬が噂される中、同年8月30日に経済相を辞任した。その理由については「フランスの景気低迷や社会的な格差拡大に対し、独自の解決策を打ち出せるようにするためだ」と説明。苦境に陥ったフランスに「変革」をもたらすという決意を述べたものの、取り沙汰されていた次期大統領選への出馬を表明するには至らなかった。しかし、経済界からも厚い支持を集める左派閣僚として注目され、経済相辞任は大統領選出馬を見据えた動きとみなされた。

### 大統領（第1期）
2016年11月16日に2017年フランス大統領選挙への立候補を正式に表明する。2017年3月18日、自身が率いる「前進！」の支持を受け、独立系候補として立候補を届け出た。4月23日の第1回投票で852万8585票（得票率23.86パーセント）を獲得して首位に立ったが、得票数が有効票の過半数に満たなかったため、5月7日に決選投票が実施されることになった。決選投票ではマリーヌ・ル・ペンを降して2075万3797票（得票率66.06パーセント）を獲得し当選、5月14日に大統領に就任した。なお、就任時年齢の39歳は、1848年に40歳で大統領の座についたナポレオン3世の年齢を更新し、史上最年少となった。
6月11日と18日に実施されたフランス国民議会選挙の結果、マクロン与党「共和国前進！」陣営が6割を超える350議席を獲得し、政権基盤を固めた。

#### 反マクロン運動の高まり
2018年11月17日より蛍光色の安全ベストを着た市民が軽油・ガソリン値上げや燃料税の引き上げに対する抗議活動を開始し、フランス全土でマクロン退陣を求める激しいデモ、暴動、略奪に拡大した（黄色いベスト運動）。道路網の封鎖をメインとし、都市部では自動車や市庁舎への放火、店舗略奪、破壊行為に発展した。暴動としては1968年の五月危機以来の規模となった。12月5日、マクロン政権のフィリップ首相は燃料税引き上げ断念を発表した。
2019年4月25日、マクロンは大統領になって初の記者会見を行い、黄色いベスト運動の説得も兼ねて全国規模で行われていた大討論大会の統括と、運動への対策案を発表した。このなかで大統領は低所得者や平均的な所得者へ総額50億ユーロ規模の所得税削減と年金の増額を約束した。さらに、貧困家庭出身の学生を受け付けないため数十年来、批判にさらされたフランスのエリート校で自らの母校でもあるフランス国立行政学院（ENA）の閉鎖を約束し、フランスの統治システムは変わるべきだと述べた。マクロンは自らの施政を「後悔」しているとも言い、より「ヒューマン」な政治を誓い、運動のなかで起きたユダヤ人や同性愛に対する憎悪や暴力を「道徳」と「教育」の衰退だと表現し、全力で戦うとした。

#### 新型コロナウイルス感染症への対策
2020年12月17日に新型コロナウイルス感染症の初期症状を自覚したためPCR検査を受けたところ、陽性であると判明し、その後も隔離状態で公務を続けたが、7日後の12月24日には咳や倦怠感、頭痛などの症状が消失したため、隔離生活を終了した。
2022年1月6日、新型コロナのワクチン接種を拒否する人々について、"emmerder" （くそくらえ）と粗野なスラングを使い厳しく非難して国会を紛糾させ、ワクチン未接種者を公の場の大部分から締め出す法案の審議が一時中断された。

### 大統領（第2期）
2022年4月24日の2022年フランス大統領選挙において得票率58.55％で前回と同様にマリーヌ・ル・ペンを破り再選した。

#### 2023年の年金改革
2023年1月、大統領選の公約で掲げてきた年金改革法案を議会に提出。受給開始年齢を62歳から64歳に引き上げるもので、約2カ月にわたって議論が伯仲したが、同年3月16日の法案の採決予定日においても、過半数を得る見込みは立たなかった。このためエリザベット・ボルヌ首相は、投票開始の数分前に憲法49条3項を適用すると表明して強行採択を行った。パリではコンコルド広場などで数千名規模の市民デモに発展、抗議は夜間に及び約120人が逮捕された。

#### 2024年解散総選挙
2024年6月9日に執行された欧州議会議員選挙で与党連合が国民連合に得票率で倍以上の差をつけられるなど惨敗したことを受け、1997年のジャック・シラク以来となる大統領による議会の解散と総選挙を表明した。

## 内政

### 経済政策
財政改革では財政赤字の対GDP比率の引き下げを「マクロ数値目標」として設定している。税制問題では増税措置が先行しており、社会保障費を賄う一般社会税（CSG）を積み増した。減税措置は2022年までに段階的に実施予定で、法人税中心の施策を押し出し33パーセントから25パーセントまで下げることが計画されている。また富裕税（ISF）の減税は課税対象を不動産に限定、キャピタル・ゲイン減税には30パーセントのフラット・タックス導入など、2019年までの実現を目指した。家庭向けの減税としては全世帯の80パーセントを対象に2022年までに地方住民税廃止を実現する計画であった。公務員12万人の削減も計画し、またグローバリズムを支持している。

#### 労働市場改革
雇用と賃金の両面で労働市場の調整力を高めることを目指し、労働市場改革を訴えてきた。2018年1月時点で実現済みの施策は解雇補償額の上限引き下げ、グローバル企業の解雇要件の緩和、解雇不服申し立て期間を2年から1年に短縮するなどであった。

### 徴兵制・普遍的国民奉仕
2001年以来フランスでは徴兵制度が廃止されていたが、マクロンは徴兵制復活を大統領選挙の公約に掲げた。マクロンは徴兵制について「軍や憲兵隊の下で行う。1ヵ月間若い国民が体験を分かちあい、国の結束を強める機会になる。危機に際し、国防の支えになる」と述べ、「若者の国民としての義務感や団結感を強める」と論じている。
マクロンが掲げていた徴兵制度とは、18歳から21歳の男女を対象に約1ヵ月の兵役を課すとして、2018年1月19日までに徴兵制を復活させたい考えを示していた。しかしこれに対し、約1月という短期間では兵役を課す意味合いが乏しいとの指摘や、予算がかかりすぎるとの批判が出た。大学や青年団体も10の組織が徴兵制に反対する声明を出し、その中で「押し付けには反対。奉仕活動は国民が選べるようにすべきだ」と訴えた。
そうした批判のため、徴兵制ではなく公共奉仕活動の義務化に変更された。2018年6月27日に閣議決定された「普遍的国民奉仕」計画は、16歳の国民全員に対して4ヵ月から1年あまりの期間に、警察や消防や軍の奉仕活動、あるいは慈善活動を課すとしている。これら活動の義務期間1ヵ月は共同生活を送る。その後、第2段階として16歳から25歳の若者が3ヵ月から1年にわたり、任意で奉仕活動に参加する。奉仕期間の一部に夏休みを充てて、軍の役割・人命救助を学ぶ。任意参加の第2段階は職業訓練に近いものを軍・消防・公共機関で施すと想定している。

### 移民規制
大統領就任後の移民・難民政策では規制強化の方向が目立つ。2018年4月に移民法を可決させたが、難民申請の期限を早めたり、不法移民の勾留期限を倍にしたり、不法入国に対して禁錮1年の処罰を導入するなど実質は移民規制を内容としているため、人権擁護団体などから批判を受けている。

### 環境政策
就任後は2040年までにガソリン車の販売を禁止する目標を打ち出すなど他国と一線を画す環境政策を推進してきた。しかしながら2020年6月の統一地方選では、環境政党の躍進に押され与党の共和国前進党が惨敗した。選挙後の演説で地球温暖化対策を憲法に盛り込む方針を発表した。

## 外交

### 対アメリカ外交

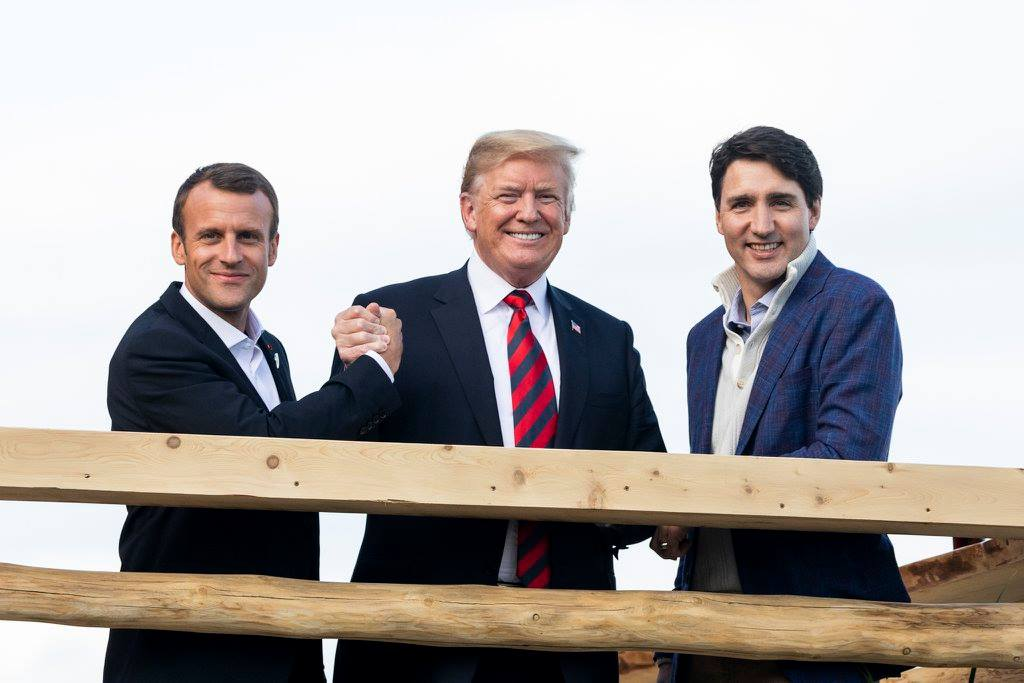
向かって左からマクロン、アメリカ合衆国大統領ドナルド・トランプ、カナダの首相ジャスティン・トルドー（2018年6月9日）。

2012年のバラク・オバマ政権においてフランスの親米組織フレンチ-アメリカン財団のリーダーを務めたものの、2017年1月に大統領に就任したドナルド・トランプに対してはそのアメリカ第一主義・保護主義的な態度を批判している。2018年4月のアメリカ訪問の際には、アメリカ合衆国議会においてアメリカ政府のパリ協定離脱やイラン核合意離脱などの単独主義を批判し、「多国間主義を作り出したのはアメリカであり、これを維持して再生させる役割を担うのもアメリカだ」と論じた。
2018年10月にアメリカが中距離核戦力全廃条約（INF）から離脱を表明した際にもトランプと電話会談を行い、「この条約は、とりわけヨーロッパの安全保障と我々の戦略的安定にとって重要だ」と伝えて再考を促した。同年11月11日にパリで開かれた第一次世界大戦終結100周年記念式典では「『我々の利益が第一で、ほかはどうでもいい』という考えは、国家にとってもっとも大切な精神的価値を失うこと」とし、地球温暖化などの諸課題に国際社会がともに取り組むべきであると主張した。この演説はトランプ大統領の一国主義への当てこすりと報じられた。
2019年6月6日に戦後の民主主義同盟の礎ともなった第二次世界大戦のノルマンディー上陸作戦75周年式典に際して、トランプ大統領がそれまでに環境問題の合意もイランの核合意も放棄した点、米欧が参加する北大西洋条約機構（NATO）をも去ると脅した点を振り返り「親愛なるアメリカは、他人の自由のために戦ったときほど偉大なことはなかった」と指摘し、自由主義体制の根本である「ノルマンディーの約束」を守るようにと呼びかけた。また両者はオマハ・ビーチのアメリカ軍戦没者の墓地を訪れ、参加した退役軍人らに勲章を贈った。

### 対ヨーロッパ外交

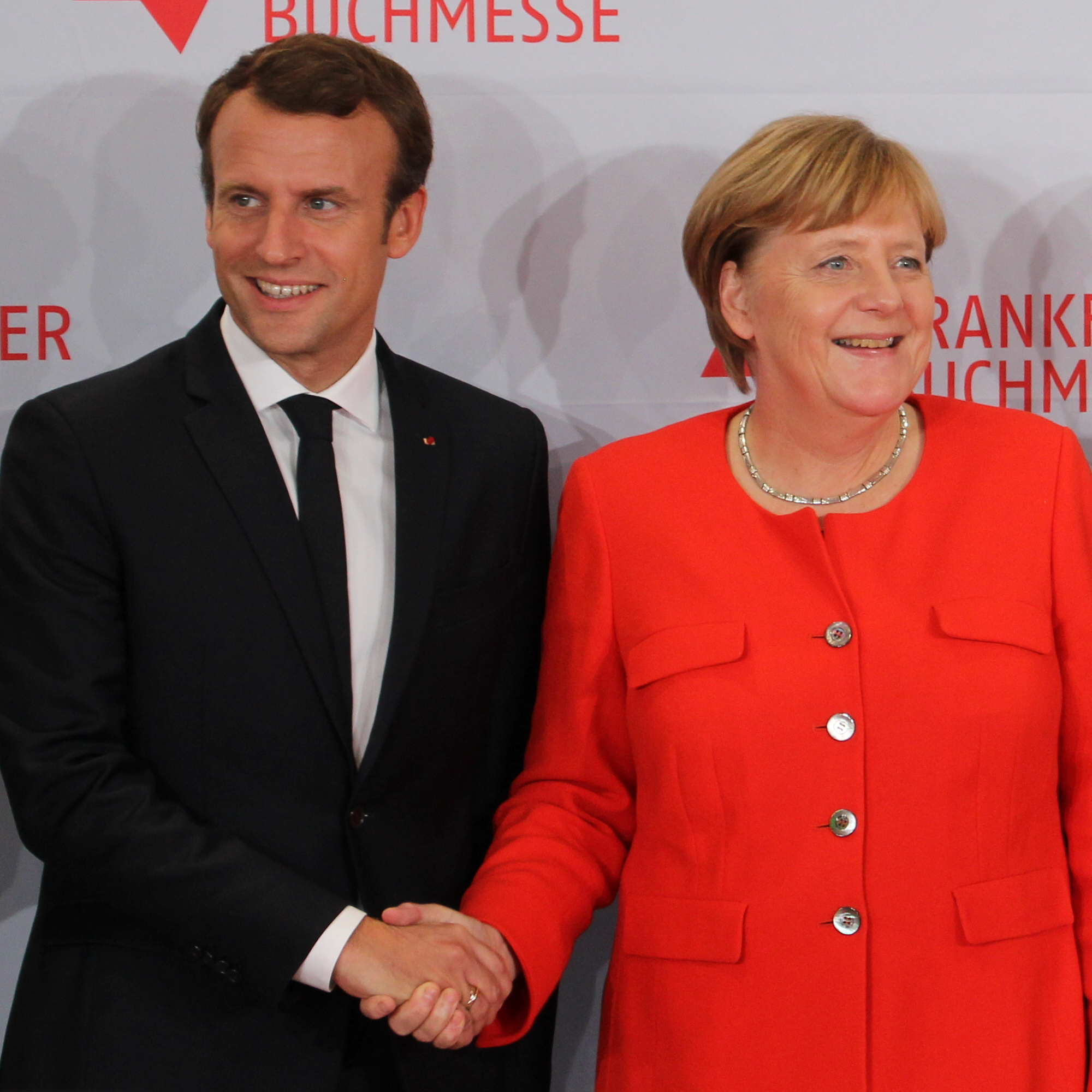
マクロンとドイツの首相アンゲラ・メルケル

欧州連合（EU）の統合強化を推進することを基本的立場とする。
アメリカのトランプ大統領がNATOへの脅しに近い発言を繰り返すことを受け、ヨーロッパの安全保障をアメリカ依存からの脱却させ、EUによる安全保障強化を訴えている。2018年8月27日には「ヨーロッパはもはや、自らの安全保障をアメリカに依存できない。ヨーロッパの安全保障は私たち次第だ」と述べた。2018年11月5日にラジオ番組の中で「真の欧州軍」の創設が必要であるとの認識を示した。それについて「我々は中国とロシア、さらにはアメリカに対しても自衛しなければならない」「1980年代にヨーロッパを襲ったミサイル危機後に締結された重要な軍縮条約から、トランプ大統領が離脱すると発表するのを目にする時、主たる犠牲者は誰になるだろうか。それはヨーロッパとその安全保障だ」「真の欧州軍を持つと決意しない限り、我々は欧州市民を守ることにならない」と論じた。
マクロンの「欧州軍」構想について、アメリカのトランプ大統領は「侮辱的な話だ」「ヨーロッパはNATOに公平な分担(金)を支払うことが先決だ」と反論した。逆にロシア連邦大統領ウラジーミル・プーチンは「欧州軍」構想について「ヨーロッパが安全保障の独立を目指すのは当然。世界の多極化の為に良い」と発言し、アメリカとヨーロッパの分断を煽っている。ドイツのアンゲラ・メルケル首相は「欧州軍」構想について2018年11月13日の欧州議会で「我々は真の欧州軍をいつか創設するためビジョンを話し合うべきだ」「ヨーロッパ各国の間で2度と戦争をしないというメッセージになる」と賛意を示したうえで「欧州軍はNATOに敵対するものではなく、むしろよい、そして無駄のない補完になる」としてトランプ大統領の懸念は当たらないとの見解を示した。

#### イギリス
イギリスのEU加盟時に強硬な態度を取ったド・ゴール仏大統領よろしく、EU統合保持の立場からイギリスの欧州連合離脱（ブレクジット）には強硬な態度で臨んでいる。スペインの『エル・パイス』紙は、ドイツのメルケル首相の「よい警察官」に対し、「悪い警察官」の役割を演じているのだと評した。他のEU指導者たちがおしなべてメッセージを外交的な綿で包み込み調停的であるのに対して、条件を定め、できるだけ早い解決を望んでいる。またメイ首相とEU間の交渉も「正直なところ、現実的に対応しているとは思えない」と批判している。

#### イタリア
2019年2月、アンチエスタブリッシュ（五つ星運動）で知られるイタリアのルイジ・ディマイオ副首相が黄色いベスト運動のリーダーと面談したことを受け、在イタリア大使の召還を発表した。これにより両国関係は第二次大戦以後最悪なものとなった。ディマイオは「新しいヨーロッパは黄色いベストから生まれる」と述べ、フランス政府はこれは「挑発」であり、受け入れることはできないとした。欧米を席巻するポピュリズムと右傾化とは一線を画した姿勢を保っている。

### 対ロシア外交
2014年3月のクリミア併合以来、対ロシア経済制裁の継続を支持しており、フランソワ・フィヨン、マリーヌ・ル・ペン、ニコラ・サルコジ、ジャン＝リュック・メランションといった親ロシア的なフランスの政治家とは立場が異なる。
2017年2月、マクロン陣営の報道担当者バンジャマン・グリボーは、フランス大統領選挙の運動を妨害する目的で虚偽情報を拡散しているとしてロシアを非難した。また、マクロン陣営のウェブサイトや電子メールサーバーに対する相次ぐサイバーテロの背後にロシア政府の存在があるとして、ロシアに対して大統領選挙に介入しないよう警告した。
2018年7月のFIFAワールドカップ・ロシア大会の準決勝と決勝戦にフランス代表の応援でロシアを訪問し、プーチン大統領との首脳会談も行った。折しもイギリスでロシアの元諜報員が毒殺された事件をめぐってイギリスとロシアの関係が悪化していた時期であるため、フランスとロシアの接近として物議をかもした。
2019年12月9日にエリゼ宮にてドイツのメルケル首相と共に、ウクライナのゼレンスキー大統領とロシアのプーチン大統領の会談を仲介した。ウクライナ東部を巡る紛争に関して、捕虜の相互解放と停戦の履行を確認する共同声明を出すことに貢献する。

#### 2022年ロシアのウクライナ侵攻

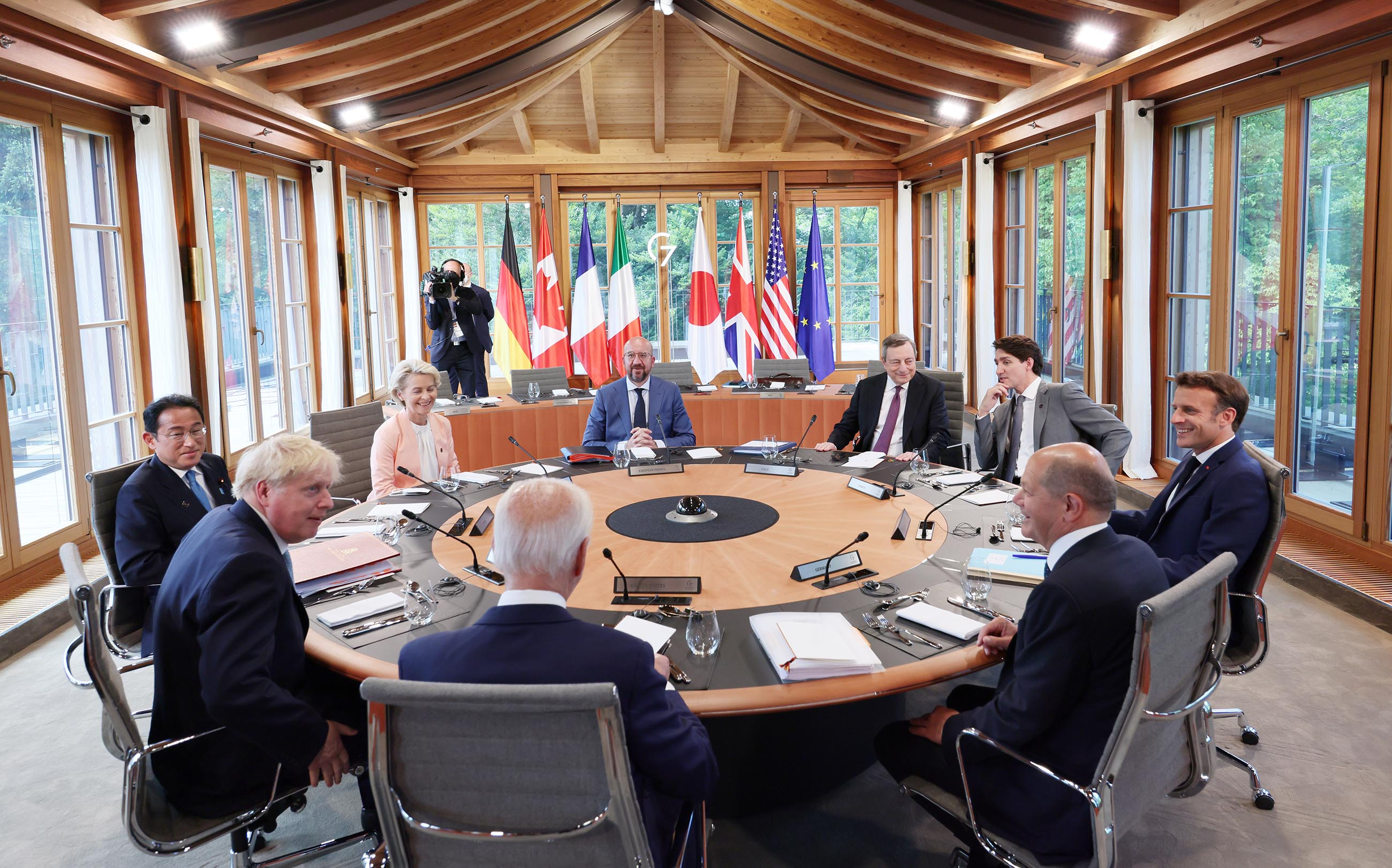
第48回先進国首脳会議に参加しロシアによるウクライナ侵攻への対応について協議する。

2022年ロシアのウクライナ侵攻開始に前後してプーチン大統領と電話を中心に十数回会談しているが、侵攻の阻止や早期撤退を説得することはできなかった。ウクライナには兵器も供与しており、同年6月16日にはウクライナの首都キーウを訪問して「ウクライナは勝利しなければならない」と語った。だが、それ以前は「ロシアとウクライナは兄弟の国民」（2022年4月）などロシア寄りと受け取られる発言を度々しているため、ウクライナでは「心配するふりをして何も行動しない」という意味で「マクロンする（マクローニッティ）」という新語が使われるようになっている。

### 対アジア外交

#### 中国
中華人民共和国（以下は中国）の報道機関はマクロンが大統領に当選した際、2014年12月に当時経済相だったマクロンが、フランス政府が保有するトゥールーズ・ブラニャック空港の株式60パーセントのうち49.99パーセントを中国企業に売却することを支持し、売却に反対する政治家を批判し、インタビューで毛沢東や鄧小平の語録を引用して「フランスと中国は非常に重要な歴史的関係を持っている。現在の中国は経済や外交、軍事の強国で、フランスが中国の存在を認めることで両国の関係には大きな力が生まれる。中国とは正常な関係を維持していきたい」と発言したとして中国を重要な盟友と見ている政治家だと報じた。他方、就任直後のマクロンは中国への警戒感を表している。2018年2月、中国企業がフランス国内において投機的な農地買収を行っている件について「フランスの農地は我が国の主権が関わる戦略的な投資だと私は考えている。よって購入の目的も把握しないまま、何百ヘクタールもの土地が外資によって買い上げられるのを許す訳にはいかない」と述べ、中国企業の農地買収を封じる規制予防策を講じることを言明した。2019年3月22日のベルギーのブリュッセルで開かれた欧州連合加盟国首脳会議で中国に対する新たな戦略が協議され、貿易の不均衡是正などに向けた対応を進めることで合意した。これを受けてマクロンは「中国に甘い考えを抱く時代は終わった」と宣言した。2019年3月26日の中国の習近平総書記（国家主席）のフランス訪問に際して、ドイツのメルケル首相やジャン＝クロード・ユンケル欧州委員長も招待して四者会談を行った。マクロンは我々（ヨーロッパと中国）には、考え方の違いがある」として両者が競合関係にあることを強調する一方、「共に多国間主義を推進したい。中国と協力し、対話する用意がある」とも述べた。25日の共同記者会見では「中国とヨーロッパは相互に利益を尊重し、バランスのとれた関係であるべきだ」と主張して中国の投資攻勢を牽制したが、同時に航空・エネルギー・造船分野など約400億ユーロの経済協力に合意している。2020年4月、マクロンは『フィナンシャル・タイムズ』のインタビューで、中国政府がパンデミックとなった新型コロナウイルス感染症の流行に上手く対処していると「馬鹿正直」に信じてはいけないと警告し、「独裁的な国では私たちの知らないことが起きる。中国武漢市でのコロナウイルスへの中国政府の対応に疑問があることは明らかだ」と中国政府を批判した。2023年4月、マクロンは訪中して習近平総書記（国家主席）と会談。帰国の途中で「台湾の危機はわれわれの危機ではない」との発言を行い、台湾有事を許容する可能性を示唆した。

#### 日本

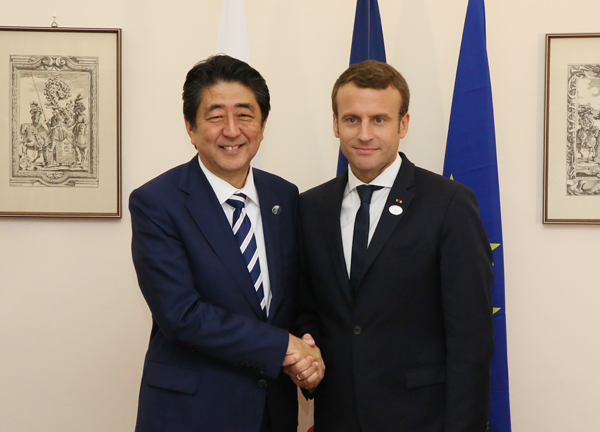
日本の安倍晋三首相と（2017年5月26日）

2018年7月、日本の自衛隊とフランス軍とが物資・役務を融通し合う物品役務相互提供協定（ACSA）を締結し、両国の海洋対話を本格化させた。同年10月にフランスを訪問した日本の安倍晋三首相と首脳会談を開催し、両国の連携をアピールした。また海洋進出を強行する中国および保護主義的なアメリカを牽制した。
2019年4月23日にはG20の大阪サミットを前にした安倍首相が意見調整のためフランスを訪問して会談した。安倍はノートルダム火災へのお見舞いを述べ、両者はスリランカ連続爆破テロ事件への非難や自由貿易の推進などについて意見を一致させた。会談後にマクロンは日本語で「日本と共に我々は多極主義への信頼を再構築するという同じ野心を有する。幾多の障害や緊張や閉塞状況が存在することは分かっているが、日本もフランスもそれで諦めてしまうような習性は持っていない。」とTwitterに投稿した。
同会談でマクロンは「いい時も悪い時もパートナー以上の友好国だ」と述べ、中国の強引な海洋進出の強行を念頭に、防衛・経済両面でフランスと日本との関係を深めることで両首脳は一致した。近く行われるフランス海軍空母「シャルル・ド・ゴール」と海上自衛隊の共同訓練を踏まえ「自由で開かれたインド太平洋」実現のための防衛協力加速を申し合わせた。また北朝鮮に完全かつ検証可能で不可逆的な非核化（CVID）を実現させるまでは経済制裁を維持することが重要との認識でも一致した。
2021年7月、東京オリンピックの開会式に出席するため日本を訪問し、同国の菅義偉首相と会談・会食を行った。両首脳は同オリンピックが「新型コロナウイルス（COVID-19）に打ち勝つ世界の団結の強力な象徴」であるとし、その経験を次回のパリオリンピックへ共有することを確認した。また両者は「自由で開かれたインド太平洋」の実現に向けて連携することや、香港やウイグルの人権状況について深刻な懸念を表明した。

#### 北朝鮮
朝鮮民主主義人民共和国（北朝鮮）の非核化を支持する立場である。2018年10月に大韓民国の文在寅大統領がフランスを訪問した際に北朝鮮への経済制裁の緩和を求められても「フランスは北朝鮮がCVID（完全かつ不可逆的で検証可能な核廃棄）によるプロセスを始めることを期待する」としつつも「そのときまで国連制裁を継続しなければならない」として断っており、制裁緩和に賛成する中露とは異なる立場を示した。なお、フランスと北朝鮮には国交はない。

#### 台湾
マクロンは「最悪なのは、アメリカや中国に追随しなければいけないと考えることだ」と述べ、米中の対立から一定の距離を保つべきだと主張した。大手欧米メディアはこの発言に「中国への抑止力を損ねる」等の批判が出ている。

### 中東・イスラム圏外交
中東政策では親イスラエル路線を採用し、パレスチナの国家承認に否定的な立場である。イスラエル・ボイコットキャンペーンにも反対している。シリア内戦ではバッシャール・アル＝アサド政権の退陣・追放を主張し、反体制派武装勢力への支持あるいはアサド政権打倒のための軍事攻撃の必要性を打ち出した。
レバノン首都で起きた2020年ベイルート爆発では、発生後2日後に当たる2020年8月6日にベイルートの被災現場を訪問した。レバノンのミシェル・アウン大統領と会談して、国際的な支援を呼び掛けた。
2024年10月5日、パレスチナ自治区ガザでの戦闘でイスラエルが使用する武器の供与を停止するよう各国に求めた。イスラエルのベンヤミン・ネタニヤフ首相はマクロンの発言に対し、恥を知れと反発。

## 発言
- 2013年3月に施行された富裕税を「これではフランスは太陽の無いキューバになってしまう」と批判した。富裕税は施行の2年後に廃止されている[100][101][リンク切れ]。
- 2016年6月に実施されたイギリスの欧州連合離脱是非を問う国民投票に関して、イギリスが欧州連合を離脱すれば、イギリスは国際社会からジャージーとガーンジー（のように小さい島々）のように扱われるだろう」と述べた[102]。マクロンは「EUは初のグローバルな国内市場である」と述べており、イギリスが今日の強さを保っているのはEUに加盟しているからで、イギリスの鉄鋼産業について中華人民共和国と議論するときにイギリスが信用されるのはイギリスがEUの一部であるからだと主張した。マクロンはさらに、「中華人民共和国の国内市場と比較してイギリスの国内市場は中国人たちにとって関心が無く、（EUを離脱した場合には）イギリスは中国と1対1で交渉できなくなるだろう」とも述べている[102]。

## 逸話
視察先や住民との対話中などにしばしば暴行を受けており、2021年6月8日には、訪問先のドローム県で28歳男性に平手打ちを食らった。同月10日に当該男性は14ヶ月間の執行猶予付きの4ヶ月間の懲役刑に処せられた。同年9月27日にはリヨンで開催された外食・ホテル業の見本市を視察中、19歳の男子学生に卵を投げつけられ、男性はその場で取り押さえられた。パリ郊外セルジーの野外市場で住民と言葉を交わした2022年4月27日、ミニトマトを投げつけられる。
日本の漫画に関心を寄せ、2021年7月にフランス大統領として訪日した際に、漫画『AKIRA』の作者である大友克洋や、『FAIRY TAIL』の真島ヒロ、コンピュータゲーム『ダークソウル』の宮崎英高、また映画『光』の河瀨直美監督と会談した。さらにマクロン自身が日本語で次のようにTwitterへ投稿した。
このひと時を皆さんと分かち合えることをとても嬉しく思います。「AKIRA」「FAIRY TAIL」「ダークソウル」「光」をはじめとする皆さんの数々の作品は、日本だけでなくフランスでも神話になっています。文化は人々を結びつけます。友情を込めて。
漫画『ONE PIECE』作者の尾田栄一郎からも絵を贈答されたことに感謝を表明した。
日本のNEWSポストセブンによれば、この際にマクロンは「日本の首相である菅義偉よりも、まず『鬼滅の刃』作者の吾峠呼世晴と面会したい」と駐日フランス大使館へ日程調整を要請したという。大使館が吾峠は多忙かつ表舞台へ出ることが少ないため「難しい」と返答すると、マクロンは「では『進撃の巨人』の諫山創はどうか」と求めたという。このようにマクロンが「日本の人気漫画家に会いたい」と望むたび大使館は各所との交渉を繰り返したと同誌は伝えている。
2024年7月、反捕鯨団体のシー・シェパード創設者、ポール・ワトソン容疑者がデンマーク自治領グリーンランドにて身柄を拘束されたが、マクロンは身柄を日本へ引き渡さないようデンマーク側に働き掛けたとされる。

## 家族

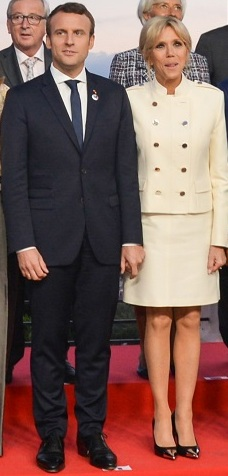
妻のブリジットと（2017年5月26日）

### 妻のブリジット
2007年10月、24歳年上の女性ブリジットと結婚した。マクロンは29歳でブリジットは54歳であった。
ブリジットとの出会いはマクロンが15歳（10年生）のときに遡る。ブリジットは当時40歳で、マクロンの通う学校の国語（フランス文学）教師であった。またブリジットは既婚者で子供も3人おり、うち長女のローランスはマクロンと同級であった。マクロンは天才少年として知られており、ローランスは自宅で母のブリジットに「なんでも知っているクレイジーな少年がいる」とマクロンのことを紹介していた。
ブリジットとマクロンが初めて会ったのは、15歳のマクロンが学校劇『Jacques and his Master』の主演を務めたときであった。ブリジットは演劇部の顧問でもあり、マクロンは演劇の脚本を書き直したいとブリジットに相談した。二人は脚本を書くために毎週金曜日に会うようになり、親密になっていった。ブリジットは「マクロンは10代の子供らしい話し方や行動をせず、大人と対等に接していた」「私は少しずつ彼の知性に魅了されていった」「私は自分が落ちていくのを感じた。彼もそうだった」とのちに語っている。
マクロンの両親は当初、マクロンが恋愛をしていることに気づいてはいたが、その相手はブリジットの娘のローランスだと考えていたという。ところが恋の相手がその母親であると知った両親は、ブリジットに「マクロンが18歳になるまで近づかない」ことを求めた。両親とブリジットは苦悩し、両親は17歳のマクロンに「ブリジットと別れ、アミアンからも離れて、パリの名門学校アンリ4世校へ転校する」ことを命じた。だが、マクロンはブリジットに「あなたが何をしようと、私は必ず戻ってきて、あなたと結婚する」と約束し、二人はキスを交わしたという。
パリとアミアンとの遠距離恋愛となったが、マクロンからの長電話によってブリジットの抵抗は少しずつ打ち破られた。ついにブリジットは離婚してパリで暮らすことを選んだ。「そうしなければ私の人生は失われてしまう」とブリジットは自分に言い聞かせたという。「愛はすべてを運んできて、私を離婚に導いた」とも語っている。
結婚後、2017年4月に実施された大統領選挙の期間中も至る所でハグやキスを交わし、話題となった。

#### ブリジットの前歴
ブリジットの初婚は20歳の時で、1974年6月に地方銀行員と結婚した。ふたりの間に子供が3人おり、二女は弁護士である。ブリジットには、その3人がもうけた孫が7人ある。2006年1月にブリジットはマクロンと結ばれるために離婚した。
ブリジットの実家は、19世紀創業で7軒の店舗を持つアミアンの菓子・チョコレート販売店「ジャン・トロニュー）で、地元ではマカロンが名物。

### 義娘ほか
- ローランス　マクロンの同級生でブリジットの長女。義理の父親となったマクロンの最も有名な支持者の一人であり、大統領選挙の集会にも参加した[112]。
- ティファニー　ブリジットの二女で弁護士。義父となったマクロンの選挙運動本部で働いた[112]。
- イヌの「ネモ」　2017年8月に捨て犬の保護施設から引き取ったラブラドールとグリフォンの雑種。「ファーストドッグ」として大統領官邸（エリゼ宮殿）で飼育している[116]。